# FK Teteks
FK Teteks este o echipă de fotbal din  Tetovo, Macedonia. Ea joacă pe stadionul orașului Tetovo, care are 15.000 de locuri.

## Campioni ai Macedoniei
- 1965
- 1969
- 1974
- 1985

## Lotul de jucători
Din 12 februarie, 2022.
| Nr. |                   | Poziție | Jucător                               |
| --- | ----------------- | ------- | ------------------------------------- |
| 1   | Macedonia de Nord | P       | Petar Mitev                           |
| 2   | Macedonia de Nord | F       | Boris Jakjimovski                     |
| 3   | Macedonia de Nord | F       | Hristijan Stojanovski                 |
| 5   | Macedonia de Nord | F       | Viktor Jovanovski                     |
| 6   | Macedonia de Nord | F       | David Spasovski                       |
| 8   | Macedonia de Nord | A       | Vladimir Zhoglev                      |
| 7   | Macedonia de Nord | M       | Agon Elmazi                           |
| 9   | Macedonia de Nord | A       | Damjan Masevski                       |
| 10  | Macedonia de Nord | A       | Stefan Bogdanovski                    |
| 11  | Macedonia de Nord | M       | Aleksandar Popovski                   |
| 12  | Macedonia de Nord | P       | Marko Manojlovski Mitrovski Ivanovikj |
| 13  | Macedonia de Nord | F       | Muharem Mislimi                       |

| Nr. |                   | Poziție | Jucător              |
| --- | ----------------- | ------- | -------------------- |
| 14  | Macedonia de Nord | F       | Ninoslav Zdravkovski |
| 15  | Macedonia de Nord | F       | Darko Digalovski     |
| 16  | Macedonia de Nord | M       | Emil Skoko           |
| 17  | Macedonia de Nord | M       | Nikola Sareski       |
| 18  | Macedonia de Nord | A       | Georg Stojanovski    |
| 22  | Macedonia de Nord | M       | Mihailo Mitrov       |
| 23  | Macedonia de Nord | F       | Gordijan Hristovski  |
| 24  | Macedonia de Nord | F       | Viktor Shaurek       |
| 44  | Macedonia de Nord | F       | Gjorge Gligorov      |
|     | Macedonia de Nord | M       | Dashmir Berzati      |
|     | Macedonia de Nord | A       | Rilind Ajdini        |
|     | Macedonia de Nord |         | Predrag Sterjoski    |